# Церковь Рождества Богородицы (Суличевка)
Церковь Рождества Богородицы — православный храм и памятник архитектуры местного значения в Суличевке.

## История
Решением исполкома Черниговского областного совета народных депутатов от 30.12.1985 № 429 присвоен статус памятник архитектуры местного значения с охранным № 29-Чг под названием Церковь Рождества Богородицы. Установлена информационная доска. 

## Описание
Церковь Рождества Христова была построена в 1786 году на месте деревянной церкви и остатках каменного неизвестного сооружения оборонного предназначения, ставшие первым ярусом колокольни и склепом под ней. Возобновлена в 1893 году с новым названием — Церковь Рождества Богородицы. 
Церковь Рождества Богородицы в архитектурном плане напоминает тип традиционного деревянного трёхдольного (трёхсрубного) храма.
Каменная, одноглавая, трёхдольная (трёхсрубная — 3 объёма), прямоугольная в плане церковь, удлинённая по оси запад—восток: бабинец, неф и апсида, перекрытые двухскатной крышей. Храм увенчан куполом полусферического очертания (изначально был барочный купол) с фонариком и главкой на восьмигранном (восьмерике) световом барабане. Западнее через крытую галерею (переход) примыкает двухъярусная колокольня — восьмерик на восьмерике, увенчанный гранёным шатром с фонариком и главкой.